# 佩德里克敦 (新澤西州)
佩德里克敦（英語：Pedricktown）是位於美國新澤西州塞勒姆縣的普查規定居民點。

## 人口
根據2020年美國人口普查的數據，佩德里克敦的面積為4.73平方千米，當中陸地面積為4.51平方千米，而水域面積為0.22平方千米。當地共有人口487人，而人口密度為每平方千米102.96人。